# Кири Те Канава
Кири Те Канава (на маорски: Dame Kiri Janette Te Kanawa), родена на 6 март 1944 под името Клеър Мари Тереза Роустрън (на английски: Claire Mary Teresa Rawstron) в Гизбърн, Нова Зеландия, е новозеландска оперна певица, лиричен сопран от маорски произход.
Член на Ордена на Нова Зеландия, дама-командор на Ордена на Британската империя, компаньон на Ордена на Австралия.
Те Канава изпълнява богат репертоар, включващ творби от 17 до 20 век на италиански, френски, немски, руски и английски композитори, както и традиционни маорски песни. Особено блестящи са изпълненията и на творби на Моцарт, Рихард Щраус, Верди, Георг Хендел и Джакомо Пучини.

## Личен живот
Кири те Канава е от смесен маорски и европейски произход, но почти нищо не е известно за истинските ѝ родители. Осиновена е в ранна възраст от семейството на маора Томас те Канава и ирландската му съпруга Нел. Завършва Окландския колеж „Света Мария“. Започва да пее като мецосопран но впоследствие гласът ѝ се развива като сопран.
Запознава се по обява с Дезмънд Парк в Лондон през август 1967 и се жени за него 6 седмици по-късно. Развеждат се през 1997.

## Кариера
В началото на кариерата си Те Канава е новозеландска поп звезда и изпълнителка в клубове в  През 1965 г. печели Mobil Song Quest с изпълнението си на арията Vissi d'arte от Тоска на Пучини. Като победителка получава стипендия за обучение в Лондон.
Впоследствие се изявява на най-големите оперни сцени по света.